# Eurylaimus
Az Eurylaimus a madarak osztályának verébalakúak (Passeriformes) rendjébe, ezen belül a ricsókafélék (Eurylaimidae) családjába tartozó nem.

## Rendszerezés
A nembe az alábbi 2 faj tartozik:
- rózsásfejű ricsóka (Eurylaimus javanicus)
- örvös ricsóka (Eurylaimus ochromalus)